# Konavle
Konavle (italienska: Canali eller Valle dei Canali) är en kommun och region i södra Kroatien, söder om staden Dubrovnik. Kommunens huvudort och största stad är Cavtat.
Administrativt är Konavle en kommun i Dubrovnik-Neretvas län. Kommunen har 8 250 invånare (2001), varav 96,5 procent är kroater.
Konavle består av ett smalt område mellan Sniježnicabergen och Adriatiska havet. Det sträcker sig från kustområdet kring Cavtat till den montenegrinska gränsen vid Prevlaka. Utöver Cavtat ligger endast den sydligaste orten Molunat vid kusten; de övriga 30 orterna ligger i inlandet. Sniježnicabergen når en höjd på 1254 meter, vilket är den högsta punkten i Dubrovnik-Neretvas län. Byn Kuna är på 700 meters höjd den högst belägna orten i länet.
Dubrovniks flygplats ligger nära byn Čilipi i Konavle.

## Fotnoter
1. ↑  ”Kroatiska statistiska centralbyrån”. Arkiverad från originalet den 23 februari 2011. http://archive.wikiwix.com/cache/20110223162054/http://www.dzs.hr/Eng/censuses/Census2001/Popis/E01_02_02/E01_02_02_zup19.html. Läst 29 juni 2007.